# Virág-patak
A Virág-patak a Cserhátban ered, Buják település nyugati határában, Nógrád vármegyében, mintegy 290 méteres tengerszint feletti magasságban. A patak forrásától kezdve keleti irányban halad, majd Bujáknál éri el a Bujáki-patakot.
A Virág-patak vízgazdálkodási szempontból a Zagyva Vízgyűjtő-tervezési alegység működési területét képezi.

## Part menti település
- Buják